# Castello dei Cotta
Il castello dei Cotta è stata una fortificazione altomedievale presente a Legnano dal X al XIII/XIV secolo nella zona dove sorgono i moderni palazzo Leone da Perego e Galleria INA. Fu uno degli avamposti militari utilizzati durante la battaglia di Legnano del 29 maggio 1176.

## Posizione nella geografia locale

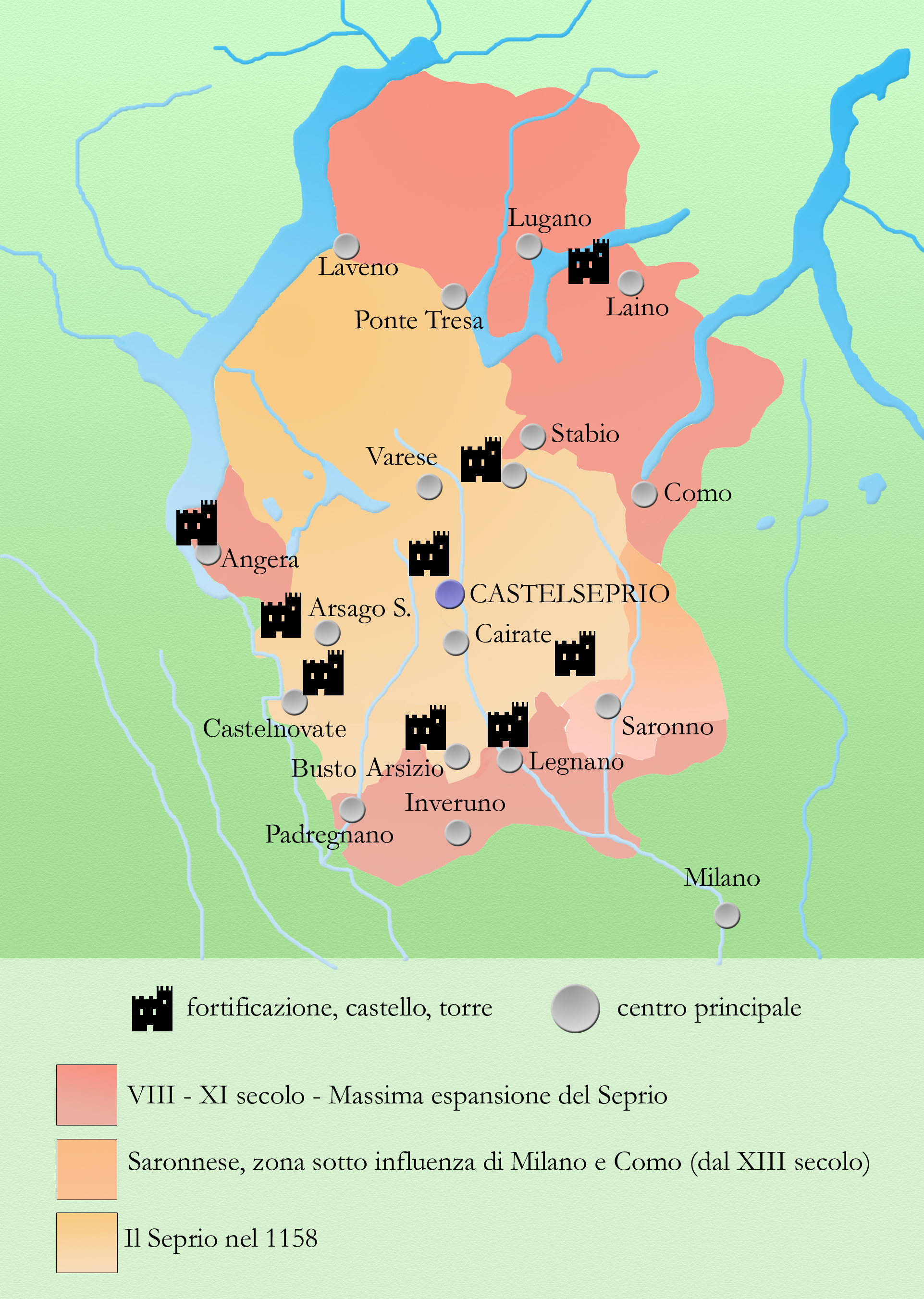
Mappa del Seprio.

La presenza di un castello a Legnano è collegata alla funzione strategica che ebbe la località dall'Alto Medioevo al XVI secolo. Legnano si trovava infatti lungo un'importante via di comunicazione che proveniva dalla Valle Olona e che collegava Milano alla Lombardia nord-occidentale. Questa strada, che esisteva fin dall'epoca romana, era la via Severiana Augusta, che congiungeva Mediolanum con il Verbannus Lacus, ossia il Lago Maggiore. Il suo percorso poi fu ripreso da Napoleone Bonaparte per realizzare la strada statale del Sempione. La difesa di Legnano era importante perché una sua eventuale conquista avrebbe potuto consentire ai nemici della Signoria di Milano l'accesso al Seprio tramite la Valle Olona che termina a Castellanza e al capoluogo stesso grazie all'utilizzo della citata strada.
Nel Medioevo Legnano, sebbene secondo alcuni autori appartenesse al Seprio, gravitava intorno a Milano. Il castello dei Cotta ebbe la funzione di baluardo difensivo del contado milanese e, di riflesso, anche di Milano. Il legame tra Milano e la città del Carroccio non fu solo militare ma anche economico, poiché Legnano riforniva derrate alimentari.
Per questi motivi a Legnano spesso soggiornarono gli arcivescovi milanesi Leone da Perego e Ottone Visconti. Costui stabilì la sua dimora al castello dei Cotta perché lo preferiva, come avamposto militare, alla Braida Arcivescovile, ubicata nel centro cittadino di Legnano, reputata insufficientemente sicura. Il castello però era difficilmente ampliabile a meno di demolire un numero elevato di abitazioni.

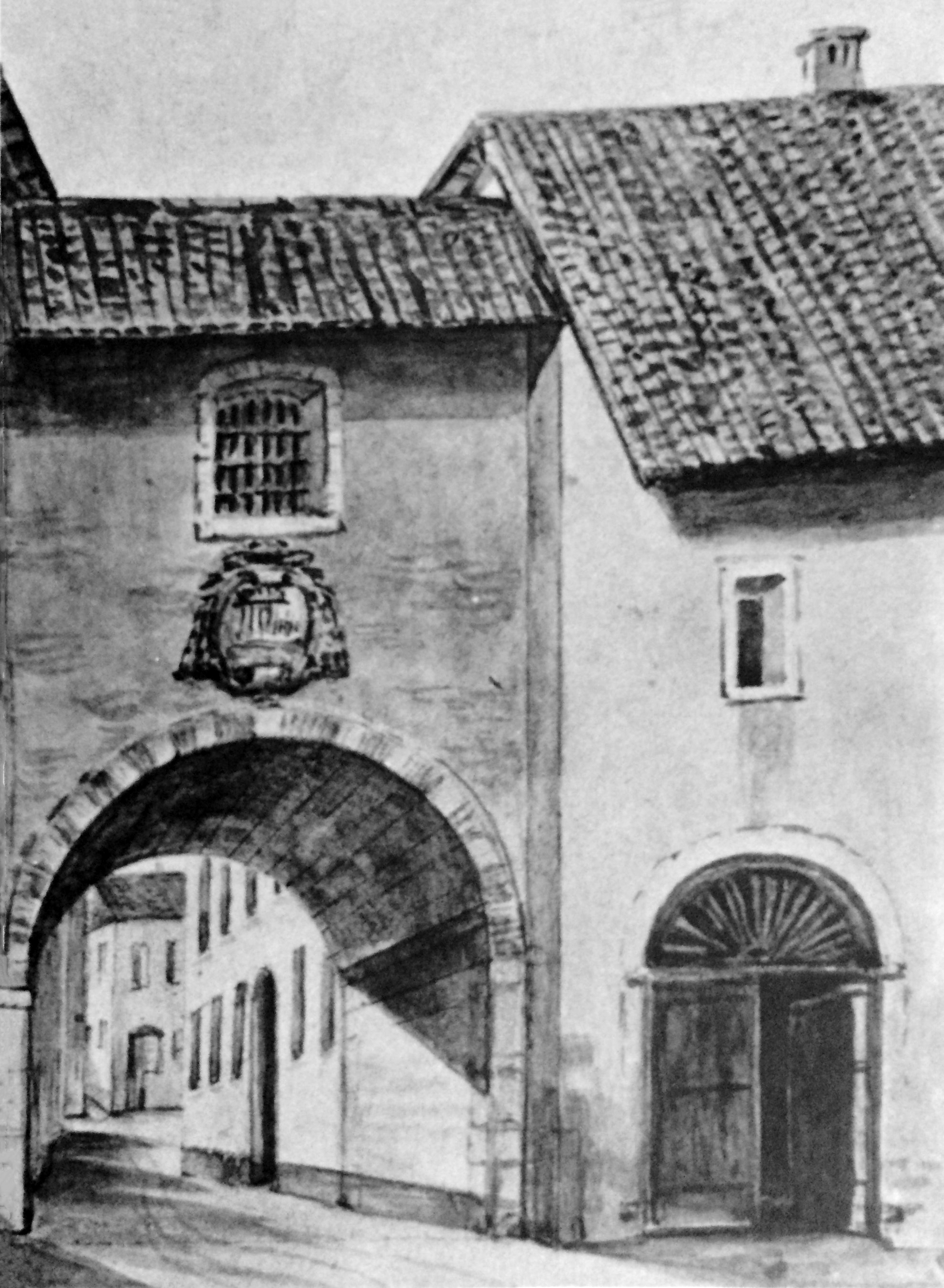
La Porta di Sotto in un acquarello del 1875 di Giuseppe Pirovano.

Il castello dei Cotta fu anche protagonista della battaglia di Legnano che avvenne il 29 maggio 1176. Esso fu infatti uno dei presidi militari della Lega Lombarda durante lo scontro armato con Federico Barbarossa. La scelta della Lega di collocare il carroccio a Legnano prima dello scontro con il Barbarossa non fu fortuita ma legata al facile accesso al contado milanese: tale varco doveva essere chiuso e difeso per prevenire l'attacco a Milano.

## Storia
Il castello dei Cotta fu edificato molto probabilmente nel X secolo per contrastare le incursioni degli Ungari. Il primo nucleo del maniero fu presumibilmente una torre di avvistamento, a cui si aggiunse una cita muraria: la sua struttura era quindi molto semplice. Nell'XI secolo quest'ultima fu completata dall'aggiunta di un palazzo fortificato.
Il castello dei Cotta aveva una forma rettangolare di 22 m per 6,5 m e possedeva vari ambienti destinati alle guarnigioni e al capitano d'arme. Oltre alle opere difensive del castello erano anche presenti un fossato nel quale erano state deviate parte delle acque dell'Olonella), e delle mura che racchiudevano il centro abitato di Legnano. Le mura, che erano spesse circa un metro, furono ristrutturate nel XIII secolo. Il profilo del centro abitato della Legnano altomedievale era ancora riconoscibile dalla mappa del Catasto Teresiano, che venne realizzata nel 1722, mentre l'andamento di parte delle mura è identificabile ancora oggi seguendo il percorso delle moderne vie Palestro, Giulini e Corridoni.
Il castello dei Cotta fu demolito tra il XIII e il XIV secolo. Infatti nella Notitiae Cleri Mediolanensi del 1398, risulta che in luogo del castello dei Cotta erano situati il convento degli Umiliati e la chiesa di Santa Maria del Priorato, che vennero a loro volta demoliti nel 1953.
La graduale fortificazione del complesso fu opera della famiglia Cotta. Questa famiglia era vassalla dell'arcivescovo di Milano e partecipò alla lotta di quest'ultimo contro il contado del Seprio. I primi Cotta a insediarsi nel castello furono Amizio e suo figlio Erlembaldo nel 1014. Essi erano messi imperiali. Possedendo una fortificazione a loro nome, è presumibile che parte dell'abitato fosse infeudato da questo casato nobiliare con il beneplacito dell'arcivescovo di Milano. Questa epoca fu caratterizzata dalla costante crescita del potere arcivescovile su Legnano, che incominciò ad affrancarsi da quello imperiale. 

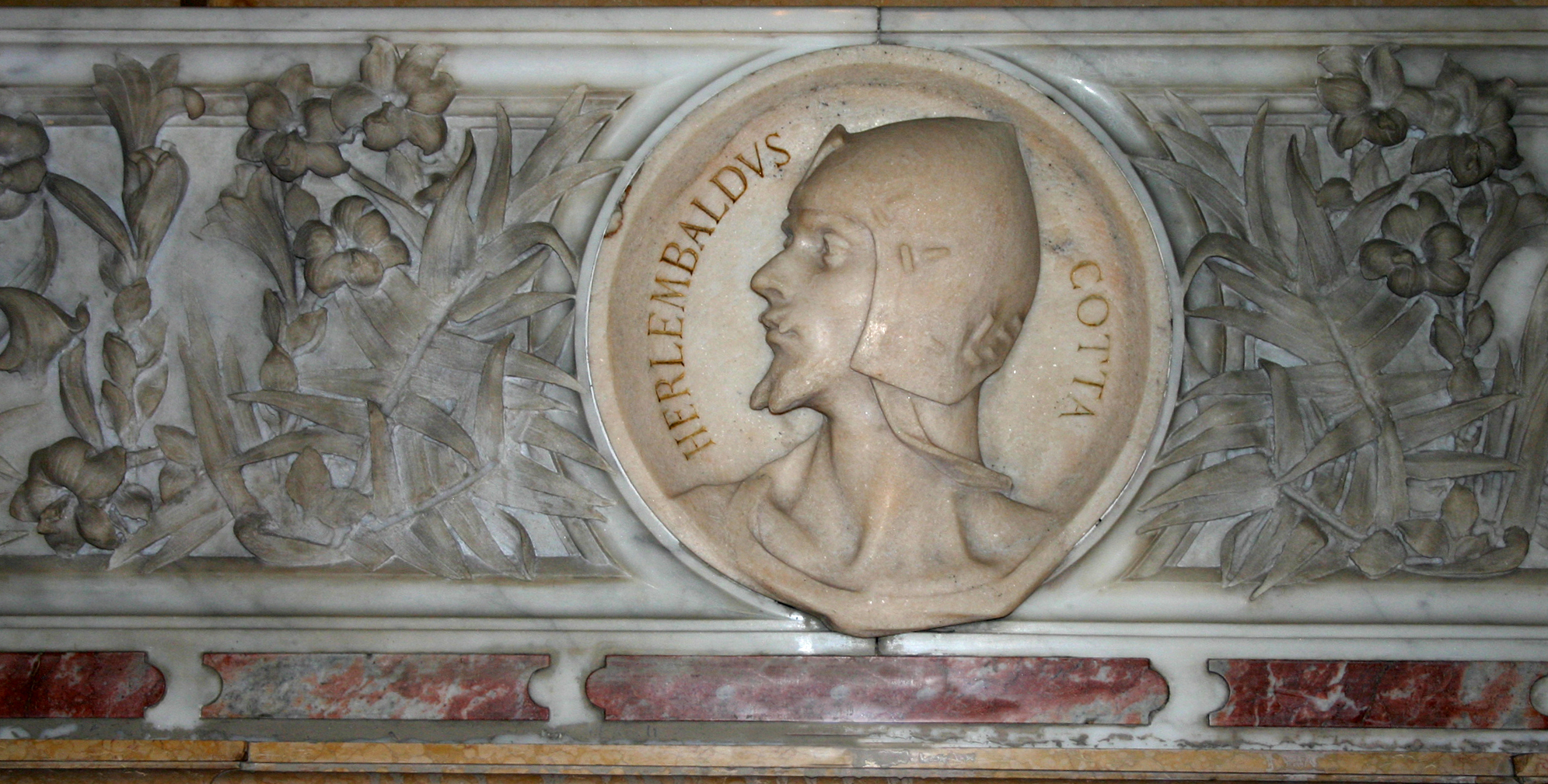
Medaglione raffigurante Erlembaldo II Cotta nella basilica di San Calimero a Milano.

In seguito, due discendenti di Amizio ed Erlembaldo, Landolfo e Erlembaldo II divennero seguaci della pataria, ovvero del movimento sorto in seno alla Chiesa milanese medievale che predicava la povertà, soprattutto nei confronti dell'arcivescovado milanese, e che si impegnava nella lotta alla simonia al matrimonio o al concubinato dei preti. La Pataria fu considerata eretica e il suo capo, Arialdo, dovette rifugiarsi a Legnano nel castello dei Cotta, accolto da Erlembaldo II: qui venne individuato e tradito da un prete suo seguace e quindi dato in custodia agli uomini dell'arcivescovo Guido da Velate. La prima menzione documentale del borgo di Legnano è legata a questo avvenimento. Sulla Historia Mediolanensis di Landolfo Seniore, testo dell XI secolo si legge che Arialdo sia stato catturato:
(Historia Mediolanensis)
Successivamente la famiglia Cotta sparì dalle cronache. A metà del XII secolo il potere su Legnano era esercitato solo dall'arcivescovado. Infatti, su un documento del 29 luglio 1148, si può leggere che anche "Legniano" era nell'orbita dell'arcivescovo di Milano, prerogativa concessa da papa Eugenio III.
Accanto al castello dei Cotta sorsero poi altri edifici, tra cui l'originario Palazzo Leone da Perego e l'attuale Palazzo Visconti. Nel 1898 il palazzo Leone da Perego medievale fu demolito venendo sostituito dall'attuale e omonima struttura. Questo agglomerato di edifici è conosciuto ancora oggi come "Mensa Arcivescovile" o "Corte Arcivescovile".

### Gli scavi archeologici
I resti del castello dei Cotta furono trovati da Guido Sutermeister nel 1951 durante gli scavi per la demolizione del convento degli Umiliati e della chiesa di Santa Maria del Priorato che fu effettuata per la costruzione della Galleria INA. Furono rinvenute le fondamenta di parte del palazzo e dei muraglioni difensivi di Legnano. Della parte del castello che si estendeva sull'area adiacente all'attuale Palazzo Leone da Perego non ci sono pervenuti ritrovamenti per l'assenza di scavi rilevanti all'altezza dei resti archeologici della Legnano medievale, che si trovano 1,5 m sotto il piano stradale attuale.
Oltre ai resti del castello, durante gli scavi per la costruzione della Galleria INA, furono rinvenute le fondamenta delle mura medievali - con annesso fossato alimentato dall'Olonella - che cingevano il centro di Legnano. Questo sistema difensivo era dotato di due porte di accesso di cui una, conosciuta come "Porta di Sotto", fu demolita nel 1818 perché rendeva difficoltosa la circolazione dei carri degli agricoltori. Essa era situata a sud dell'abitato, di cui costituiva il confine meridionale, lungo il moderno corso Magenta, che all'epoca si chiamava via Porta di Sotto, poco più avanti dell'ingresso di Palazzo Leone da Perego e vicino all'antico castello dei Cotta. A nord era presumibilmente situata una "Porta di Sopra" della quale, però, non sono rimaste testimonianze tangibili, dato che fu verosimilmente abbattuta in tempi più remoti.
Nell'Alto Medioevo Legnano si presentava quindi come una cittadella fortificata formata dalla chiesa di San Salvatore, il castello dei Cotta, che era la sede del potere politico, e da un piccolo gruppo di case raccolte intorno alla piazza, il tutto racchiuso da mura difensive. 

### Esplicative
1. ↑  Il pittore legnanese non fu però testimone del soggetto dipinto. Cfr. Ferrarini, p. 101.

### Bibliografiche
1. 1 2  D'Ilario, pp. 211-213.
2. 1 2 3 4 5 6 7 8 9 10 11 12 13 14  D'Ilario, p. 211.
3. 1 2 3  Agnoletto, p. 32.
4. 1 2 3  Agnoletto, p. 38.
5. ↑  Soprintendenza, p. 18.
6. ↑  Autori vari, p. 18.
7. ↑  D'Ilario, 2003, p. 20.
8. ↑  D'Ilario, 2003, p. 35.
9. 1 2  D'Ilario, p. 23.
10. ↑  D'Ilario, p. 43.
11. 1 2  D'Ilario, p. 216.
12. ↑  Sutermeister, p. 7.
13. ↑  D'Ilario, p. 211.
14. 1 2 3 4  Ferrarini, p. 48.
15. 1 2 3  D'Ilario, p. 213.
16. 1 2  Ferrarini, p. 96.
17. ↑  Cioè dall'elenco delle chiese presenti nel Milanese che compilato dalla Chiesa
18. ↑   L'antica chiesa di Santa Maria del Priorato del convento dei frati Umiliati, su legnano.org. URL consultato il 12 ottobre 2014 (archiviato dall'url originale il 21 maggio 2007).
19. ↑  D'Ilario, p. 230.
20. 1 2 3 4  Ferrarini, p. 49.
21. 1 2  Autori vari, p. 17.
22. ↑   Palazzo Leone da Perego, su spaziartelegnano.com. URL consultato il 9 ottobre 2014 (archiviato dall'url originale il 4 gennaio 2014).
23. 1 2  Agnoletto, pp. 32-33.
24. ↑  Ferrarini, p. 101.